# Filomena Feliu i Forquet
Filomena Feliu i Forquet   (Vila de Gràcia, 27 de desembre de 1927), coneguda professionalment com a Filo Feliu, és una ballarina i catalana de ballet, professora de dansa i defensora del ballet clàssic.
Nascuda al barri de Gràcia de Barcelona, va començar a ballar ballet a l'edat de deu anys, quan el seu oncle patern la va portar a un assaig del coreògraf i ballarí Joan Magriñà. Feliu debutà als tretze anys al Gran Teatre del Liceu amb l'obra El Carrillón Mágico del mateix Magriñà. També va treballar amb ell a l'Institut del Teatre, on va ser nomenada ajudant de la càtedra de Dansa que es va crear a principis de la dècada de 1940 i de la qual Magriñà estava al càrrec.
Va ser ballarina del Liceu entre els anys 1941 i 1945, i el 1957 hi va tornar a actuar. També va actuar als teatres Tívoli i Romea i al Palau de la Música. L'actuació que va fer al Palau de la Música el 30 d'abril de 1943 va anunciar-se com «un extraordinario recital de Juan Magriñá con Filo Feliu». El 28 d'abril de 1944 va estrenar, juntament amb Magriñà, el ballet «o pantomima ballada» Romance de los celos, de Xavier Montsalvatge. Ha estat descrita com «molt expressiva (aspecte que Alfons Puig sovint destacava en els seus escrits), de bellesa serena i presència impactant a l’escenari, amb braços llargs, bonics i molt ben emprats i posseïdora d’un bon gir i tècnica esplèndida». Entre les obres que ballà estan El llac dels cignes, L'ocell blau o No me olvides de Doña Francisquita, entre d'altres. Es va retirar l'any 1958, en casar-se. Temps després, va inaugurar la seva pròpia escola de dansa al barri de Gràcia i finalment al carrer Muntaner de Barcelona.